# Al-Ghawi
Ghawi (tiếng Ả Rập: الغاوي) là một ngôi làng Syria nằm ở phó huyện Salamiyah thuộc huyện Salamiyah, Hama. Theo Cục Thống kê Trung ương Syria (CBS), Ghawi có dân số 941 người trong cuộc điều tra dân số năm 2004.